# Estadio Olímpico de La Vega
Estadio Olímpico – stadion wielofunkcyjny w La Vega, na Dominikanie. Używany głównie do rozgrywania meczów piłkarskich oraz zawodów lekkoatletycznych. Wchodzi do składu kompleksu sportowego Complejo Olímpico. Swoje mecze rozgrywa na nim drużyna piłkarska Club Deportivo Domingo Savio. Obiekt może pomieścić 10 000 widzów.